# Hanna Hertelendy
Vous pouvez aider à l'améliorer ou bien discuter des problèmes sur sa page de discussion.
- Il ne cite pas suffisamment ses sources. Vous pouvez indiquer les passages à sourcer avec {{référence nécessaire}} ou {{Référence souhaitée}}, et inclure les références utiles en les liant aux notes de bas de page. (Marqué depuis avril 2024)
- Certaines informations devraient être mieux reliées aux sources mentionnées dans la bibliographie ou les liens externes. Améliorez sa vérifiabilité en les associant par des références. (Marqué depuis avril 2024)

- Archive Wikiwix
- Bing
- Cairn
- DuckDuckGo
- E. Universalis
- Gallica
- Google
- G. Books
- G. News
- G. Scholar
- Persée
- Qwant
- (zh) Baidu
- (ru) Yandex
- (wd) trouver des œuvres sur Wikidata

Hanna Hertelendy (née le 5 octobre 1919 et morte le 15 mai 2008), aussi connue sous le nom Hanna Landy, est une actrice de film et de télévision hongro-américaine.
Son nom de naissance est Ilona Zimka. Elle est née près de Budapest. Elle a été mariée à Istvan Hertelendy en 1940. Elle est devenue une actrice couronnée de succès à Budapest, jouant les rôles d'Ophelia (Hamlet), Irina  (Les Trois Sœurs de Tchekhov), dans Liliom de Molnar et dans Un inspecteur vous demande de J.B. Priestley.
Elle est venue à New York City en 1947.

## Famille
Hanna Hertelendy fut la troisième et dernière femme de la star de films Robert Walker, auquel elle a été mariée le 27 juillet 1949. Walker décéda à l'âge de 32 ans en 1951, sûrement dû à une réaction allergique à une drogue administrée par son psychiatre. Hertelendy fut mariée quatre fois ; son dernier mari était l'acteur hongro-américain Stephen Bekassy.

## Mort
Elle est morte dans sa maison de West Hollywood le 15 mai 2008, à l'âge de 88 ans.